# محيي الدين الشهرزوري
أبو حامد محمد بن محمد الشهرزوري (509 هـ -510 هـ/1115-1114 م - 14 جمادى الأولى 586 هـ/20 يونيو 1190 م) لُقِّب بمحيي الدين وقاضي القضاة، هو كاتب وشاعر عراقي عاش في القرن السادس الهجري.

## سيرته
ولِدَ محمد بن محمد بن عبد الله في مدينة الموصل شمالي العراق، وكانت ولادته في سنة 510 هـ، في أسرةً مشهورة بالقضاء، من أصول فارسيَّة، وتولَّى أبوه كمال الدين الشهرزوري القضاء في الموصل، وكان عالماً جليلاً أنشأ مدرسةً هناك. نشأ محيي الدين في الموصل، وتلقَّى تعليمه الأولي فيها على يد أبي بكر بن القاسم، وهو عم أبيه، قبل أن يكمل تعليمه في بغداد على يد أبي منصور الرزاز. كان محيي الدين ينوب عن أبيه في القضاء، وبعد وفاة والده علت مكانته، وعيَّنه إسماعيل بن نور الدين زنكي قاضياً على حلب، قبل أن يعزله لخلاف وقع بينهما، فعاد محيي الدين إلى الموصل، واشتغل في التدريس في مدرسة أبيه وفي المدرسة النظامية. ثمَّ عادت صلاته مع الزنكيين بتولِّي قطب الدين مودود سدة الحكم، فعيَّنه قاضياً على الموصل، وكان لا يتردَّد في استشارته في كثيرٍ من الأمور. تُوفِّي محيي الدين الشهرزوري في الرابع عشر من شهر جمادى الأولى في سنة 586 هـ، وقِيلَ أنَّه تُوفِّي في 584 هـ.

## شعره
محيي الدين الشهرزوري شاعر مُكثِر، وأكثر شعره في الوصف والزهد، وشعره مصبوغ بالتدين، وله قصيدة مشهورة يرثي فيها أباه.

## وصلات خارجية
- قصائد من تأليف محيي الدين الشهرزوري، على موقع بوابة الشعراء.